# Plaidoyer pour John Brown
Plaidoyer pour John Brown (A Plea for Captain John Brown, parfois sous le titre anglais Remarks After the Hanging of John Brown) est un essai écrit par Henry David Thoreau et publié en 1859.

## Contexte
Le capitaine John Brown est un abolitionniste radical qui, avec l'aide de 21 hommes investit l'arsenal d'Harper's Ferry, une place forte qui recèle plus de 100 000 fusils. Son objectif est d'armer les mouvements antiesclavage et de créer une violente révolte contre les États du Sud. Cependant, après 36 heures, les insurgés sont surpris par les forces fédérales menées par Robert E. Lee et Brown est emprisonné. Le raid fait 13 morts, dont 12 rebelles et 1 marine fédéral. Brown est ensuite jugé et condamné à mort. Il est pendu le 2 décembre 1859. Son geste préfigure la guerre civile américaine.

## La conférence de Thoreau
Le texte est basé sur la conférence faite par Thoreau à Concord le 30 octobre 1859, deux semaines après le raid de John Brown à Harpers Ferry. Thoreau en donne plusieurs séances, jusqu'à l'exécution du capitaine, le 2 décembre 1859. Le texte est ensuite publié sous le titre Echoes of Harper's Ferry, en 1860.
Il s'agit de l'un des derniers ouvrages de Thoreau, dans lequel il prend la défense du capitaine abolitionniste John Brown, après que celui-ci est capturé à Harpers Ferry, après l’attaque ratée de l’arsenal. Adoptant « une attitude agressivement militante », il donne alors des conférences intitulées « Le Martyre de John Brown ».
En 1859, Thoreau prononce l'éloge funèbre de l'abolitionniste, lors d'un office à Concord, le 2 décembre 1859, date de son exécution, puis à Boston et à Worcester. Le texte forme en partie l'ouvrage Plaidoyer pour John Brown. Thoreau fustige ceux du mouvement abolitionniste qui en sont venus à renier John Brown à la suite de son raid à Harpers Ferry.